# Kanton Neuvic (Corrèze)
Der Kanton Neuvic war von 1790 bis 2015 ein französischer Wahlkreis im Département Corrèze in der damaligen Region Limousin. Er umfasste zehn Gemeinden im Arrondissement Ussel; sein Hauptort (frz.: chef-lieu) war Neuvic. Die landesweiten Änderungen in der Zusammensetzung der Kantone brachten im März 2015 seine Auflösung.
Der Kanton Neuvic war 263,10 km² groß und hatte 3888 Einwohner (Stand: 2012).

## Gemeinden
| Gemeinde                 | Einwohner (Stand: 2022) | Code postal | Code Insee |
| ------------------------ | ----------------------- | ----------- | ---------- |
| Chirac-Bellevue          | 277                     | 19160       | 19055      |
| Lamazière-Basse          | 281                     | 19160       | 19102      |
| Liginiac                 | 657                     | 19160       | 19113      |
| Neuvic                   | 1597                    | 19160       | 19148      |
| Palisse                  | 220                     | 19160       | 19157      |
| Roche-le-Peyroux         | 98                      | 19160       | 19175      |
| Saint-Étienne-la-Geneste | 87                      | 19160       | 19200      |
| Saint-Hilaire-Luc        | 65                      | 19160       | 19210      |
| Sainte-Marie-Lapanouze   | 60                      | 19160       | 19219      |
| Sérandon                 | 344                     | 19160       | 19256      |